# 小賈森潟湖
小賈森潟湖（英語：Little Jason Lagoon），是南極洲的潟湖，位於南喬治亞群島，處於賈森港，直徑0.7公里，在1929年由英國的研究隊測量，該潟湖由英國海外領土管轄。